# Ђоко Росић
Ђорђе „Ђоко“ Росић (буг. Джоко Росич, мађ. Dzsokó Roszics; Крупањ, Краљевина Југославија, 28. фебруар 1932 — Софија, 21. фебруар 2014) био је бугарски глумац српског порекла, који је такође познат у Мађарској.
Росић је рођен у Крупњу, од оца Мирка, Србина и мајке Цветанке, Бугарке. Са 19 година, 1951, емигрирао је у Бугарску из политичких разлога. Дипломирао је 1957. године на Универзитету за националну и светску економију у Софији. 17 година је радио као новинар Бугарског националног радија, где је позван захваљујући свом дубоком гласу. Свој први филм симио је 1963. Од тада је имао улоге у преко 110 филмова, углавном бугарских, али такође и у великом броју филмова мађарске кинематографије. Примао је бугарску националну пензију, за коју је у парламенту Бугарске једногласно изабран, што се никада пре њега није десило. Последњи пут је био у Србији 1982. године.